# Penny Moore
Penny Moore est une virologue à l'Université du Witwatersrand à Johannesbourg, en Afrique du Sud, qui a été l'une des premières scientifiques à porter le variant Omicron de la COVID-19 à l'attention du public. Elle a fait remarquer à propos du rythme des recherches préliminaires que « Nous volons à une vitesse de distorsion ».
Elle a obtenu sa maîtrise ès sciences en microbiologie à l'Université de Witwatersrand. En 2003, elle a terminé son doctorat en virologie à l'Université de Londres. Ses travaux actuels portent sur les anticorps neutralisants du virus VIH et leurs interactions avec le VIH.